# Terraferma veneziana
La terraferma veneziana è il territorio non lagunare amministrato dal Comune di Venezia. Conta 181 639 abitanti per circa 130 km² e corrisponde alle quattro Municipalità di:
- Mestre-Carpenedo o Mestre Centro, con le località di Mestre, Carpenedo e Marocco;
- Marghera, con le località di Marghera, Malcontenta e Ca' Sabbioni;
- Favaro Veneto, con le località di Favaro Veneto, Campalto, Ca' Noghera, Dese e Tessera;
- Chirignago-Zelarino o Mestre Ovest, con le località di Chirignago, Gazzera, Zelarino, Asseggiano e Trivignano.

In senso esteso tale territorio può dirsi ampliato ai comuni limitrofi della gronda lagunare e alle aree della provincia di Venezia più storicamente legate alla città di Venezia.
Dal punto di vista storico, il termine si riferisce invece ai Domini di Terraferma della Serenissima.